# Auzea rufifrontata
Auzea rufifrontata är en fjärilsart som beskrevs av Walker 1862. Auzea rufifrontata ingår i släktet Auzea och familjen Uraniidae. Inga underarter finns listade i Catalogue of Life.